# 通信协议
通信协议（英語：communication protocol，也称传输协议）在电信領域中指的是：在任何物理或邏輯介质中允许两个或多个在通訊系統中的终端之间传播信息的系统标准，也是指计算机通信或網路設備的共同语言。通信协议定义了通信中的语法学、语义学和同步规则以及可能存在的错误检测与纠正。通信协议在硬件、软件或两者之间皆可实现。
为了交换大量信息，通信系统使用通用格式（协议）。每条信息都有明确的意义使得预定位置给予响应，并独立實現回应指定的行为，通信协议须参与实体都同意才能生效。为了达成一致，协议必须要有技术标准。编程语言在计算方面也应有相应标准，所以在这个方面可以用编程语言做类比：「编程语言是为了模式化的计算，而传输协议为了更畅通的交流。」
多类别协议构建了单个传输的不同方面，包括同时进行的协议模块，和在软件上实现时的协议栈。
网络传输协议（Internet communication protocol）是互联网工程任务组 （IETF）制定的。电气电子工程师学会（IEEE）负责有线无线传输， 國際標準化組織 (ISO) 负责其他类别。ITU-T 负责电信通讯传输以及公共交换电话网 (PSTN)的格式。 在公共交换电话网与网络技术融合的今天，形势驱使着通信标准进一步的合并收敛。

## 其他名稱
通讯协议又称通信规程，是指通信双方对数据传送控制的一种约定。约定中包括对数据格式，同步方式，传送速度，传送步骤，检纠错方式以及控制字符定义等问题做出统一规定，通信双方必须共同遵守，它也叫做链路控制规程。

## 协议列表
以下為各種网络传输协议列表：

### A
- ARP（地址解析协议）

### B
- BGP
- BOOTP
- Bonjour

### C
- CAN（CANbus）

### D
- DHCP（動態主機設定協定）
- DNS
- DSL
- DVMRP（英语：Distance Vector Multicast Routing Protocol）（Distance-Vector Multicast Routing Protocol）
- DDNS

### E
- EGP（Exterior Gateway Protocol）

### F
- FTP（檔案傳輸協定）
- FTPS

### G
- Git協議
- Gopher

### H
- HDLC
- HELLO
- HTTP
- HTTPS

### I
- ICMP
- IDRP（InterDomain Routing Protocol）
- IEEE 802
- IEEE 802.11（Wi-Fi）
- IEEE 1394
- IGMP
- IGP（内部网关协议／Interior Gateway Protocol）
- IMAP
- IP
- IPX（互联网分组交换协议／Internetwork Packet Exchange）
- IrDA
- IS-IS
- ISDN

### L
- LCP（链路控制协议／Link Control Protocol）
- LLC（逻辑链路控制协议／Logical Link Control）
- LBRY

### M
- MLD（英语：Multicast Listener Discovery）（多播监听发现协议／Multicast Listener Discovery）

### N
- NCP（网络控制协议／Network Control Protocol）
- NNTP
- NTP

### P
- PPP
- POP（郵局協定）

### Q
- QUIC

### R
- RARP
- RIP（路由信息协议）
- RTP（實時傳輸協議、可靠傳輸協定（英语：Reliable Transport Protocol））
- RTSP（即時串流協定）
- RSVP

### S
- SLIP（串行链路连接协议／Serial Link Internet Protocol）
- SNMP（简单网络管理协议）
- SMTP
- SIP
- SOCKS
- SPDY

### T
- TCP（传输控制协议）
- TFTP（小型檔案傳輸協定／Trivial File Transfer Protocol）
- Telnet
- TransferJet

### U
- UDP（用户数据报协议）
- USB

### X
- X.25

### Y
- Yahoo!奇摩即時通 通訊協定

## 参見
- 網路協定表
- 网际协议